# Dominic James (réalisateur)
Dominic Laurence James (né le 23 novembre 1976) est un cinéaste canadien, qui a acquis le studio Productions La Fête en 2015.

## Biographie
Fils de l'actrice Claire Pimparé, il commence sa carrière d'acteur, avec de petits seconds rôles dans Lance et compte, Naked Josh et I'm Not There, avant de réaliser le court métrage Lotto 6/66 en 2006,. Il a ensuite réalisé les longs métrages Die en 2010, Angle mort en 2011  et Wait Till Helen Comes en 2016,,.
Il a acheté La Fête au fondateur Rock Demers en 2015 avec l'intention de relancer la série de films pour enfants Contes pour tous, qui avait à cette époque considérablement perdu de son importance par rapport à la fin des années 1980 et du début des années 1990.
Il a officiellement relancé la série en 2023 avec le film Coco ferme en 2023, et a suivi en 2024 avec Mlle Bottine, une mise à jour modernisée du film de 1986 Bach et Bottine,. Il est producteur et scénariste, mais pas réalisateur, des deux films.

## Filmographie
- Lotto 6/66 - 2006, réalisateur
- Die - 2010, réalisateur
- Angle mort - 2011, réalisateur
- Attendez qu'Helen vienne - 2016, réalisateur
- Traces d'espoir - 2020, producteur
- Margot's Sister (La sœur de Margot) - 2022, productrice
- Coco ferme - 2023, producteur et scénariste
- Mlle Bottine - 2024, producteur et scénariste
- Ma belle-mère est une sorcière - 2025, producteur et scénariste